# Torneo de Nanchang 2023
El Jiangxi Open 2023 fue la 7ª edición del torneo de tenis profesional jugado en canchas duras. Se llevó a cabo en Nanchang (China), entre el 16 y el 22 de octubre de 2023.

## Distribución de puntos
| Modalidad           | Campeona | Finalista | Semifinales | Cuartos de final | 2.ª ronda | 1.ª ronda | Clasificadas | 2.ª ronda de clasificación | 1.ª ronda de clasificación |
| Individual femenino | 280      | 180       | 110         | 60               | 30        | 1         | 18           | 12                         | 1                          |
| Dobles femenino     | 280      | 180       | 110         | 60               | 1         | -         | -            | -                          | -                          |

## Cabezas de serie

### Individuales femenino
| Tenista             | Ranking | Preclasificada |
| Beatriz Haddad Maia | 20      | 1              |
| Magda Linette       | 23      | 2              |
| Marie Bouzková      | 29      | 3              |
| Xinyu Wang          | 32      | 4              |
| Lin Zhu             | 35      | 5              |
| Anna Blinkova       | 37      | 6              |
| Varvara Gracheva    | 46      | 7              |
| Sara Sorribes       | 57      | 8              |

- Ranking del 9 de octubre de 2023.

### Dobles femenino
| Tenista                           | Ranking | Preclasificada |
| Gabriela Dabrowski Erin Routliffe | 27      | 1              |
| Laura Siegemund Vera Zvonareva    | 32      | 2              |
| Tereza Mihalíková Yifan Xu        | 91      | 3              |
| Eri Hozumi Makoto Ninomiya        | 111     | 4              |
| Lidziya Marozava Katarzyna Piter  | 132     | 5              |

## Campeonas

### Individual femenino
Kateřina Siniaková venció a  Marie Bouzková por 1-6, 7-6(5), 7-6(4)

### Dobles femenino
Laura Siegemund /  Vera Zvonariova vencieron a  Eri Hozumi /  Makoto Ninomiya por 6-4, 6-2